# Coalición cosmética femenina

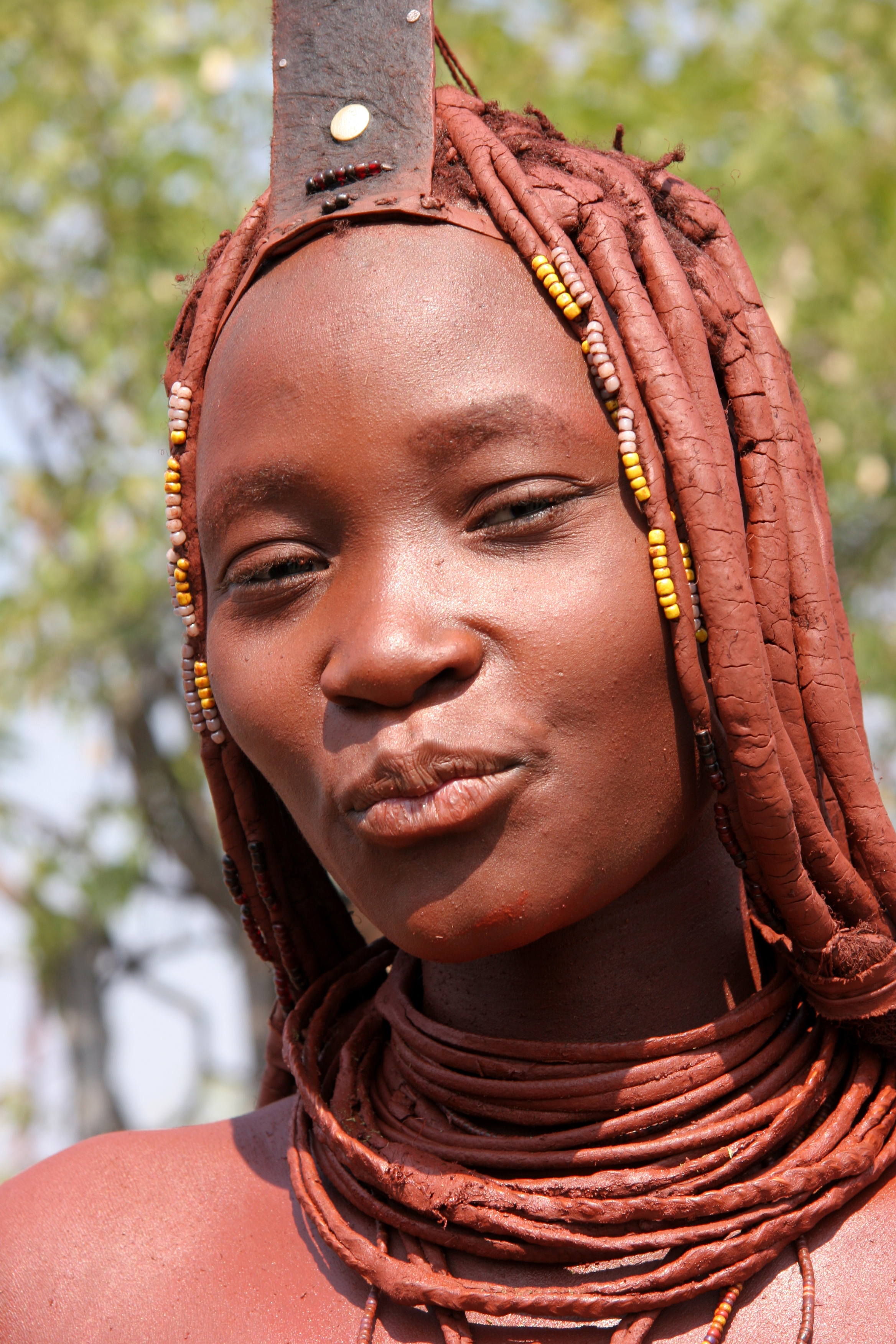
Una mujer himba (del norte de Namibia) adornada cosméticamente con ocre rojo.

La teoría de la coalición cosmética femenina (FCC) es un nuevo y controvertido intento de explicar la emergencia evolutiva del arte, el ritual y la cultura simbólica en el Homo sapiens. Ha sido propuesta por los antropólogos evolutivos Chris Knight y Camilla Power junto con el arqueólogo Ian Watts.
Los partidarios de esta nueva teoría refutan la suposición predominante de que el arte más antiguo fue pintado o grabado en superficies externas como las paredes de las cuevas o las paredes de las rocas. En cambio, argumentan que el arte es mucho más antiguo de lo que se pensaba y que el lienzo era inicialmente el cuerpo humano. El arte más antiguo, según la FCC, consistía en diseños predominantemente en rojo-sangre, producidos en el cuerpo con fines de exhibición cosmética.
La coalición cosmética femenina es un enfoque conceptual que vincula: 
- a) la teoría de la evolución por selección natural y sexual de Darwin
- b) la investigación de las señales sexuales de los monos y simios salvajes
- c) el registro fósil de la encefalización en la evolución humana
- d) los recientes descubrimientos arqueológicos de pigmentos de ocre rojo que se remontan a la especiación en África del Homo sapiens hace unos 250.000 años
- e) la moderna etnografía de los cazadores-recolectores.[6][7][8][9]

Estos temas aparentemente divergentes se reúnen en una publicación donde se intenta explicar por qué el mundo actual está poblado por Homo sapiens modernos en lugar de por los igualmente cerebros de los exitosos neandertales de antes. Un recuento de las exhaustivas pruebas arqueológicas de la teoría de la FCC, incluyendo un robusto debate entre especialistas, es este artículo publicado en la revista Current Anthropology en 2016.

Por supuesto, no todos están convencidos, pero los antropólogos están empezando a tomar en serio la idea. Uno de sus puntos fuertes es que aborda la cuestión de por qué evolucionó la cultura simbólica en lugar de simplemente cómo lo hizo, según Robin Dunbar de la Universidad de Liverpool.
Douglas, K. 2001 'Painted Ladies', New Scientist, 13 de octubre 2001.

## Datos del modelo FCC

### Sincronía reproductiva

Figura a. Las hembras que compiten por buenos genes deben evitar la sincronía ovulatoria. Al pasar de una hembra a la siguiente, un solo macho dominante en estas condiciones puede ejercer un monopolio. Claves: Círculo = hembra. Puntero = ovulación. Triángulo = macho.

Figura b. Las hembras que necesitan tiempo y energía masculinos deberían sincronizar sus ciclos, evitando que un único macho monopolice el acceso.

En los primates, la sincronía reproductiva generalmente toma la forma de concepción y estacionalidad del nacimiento. El «reloj» regulador, en este caso, es la posición del sol en relación con la inclinación de la tierra. En primates nocturnos o parcialmente nocturnos, por ejemplo, monos búho, la periodicidad de la luna también puede entrar en juego. La sincronía en general es para los primates una variable importante que determina el grado de «sesgo de paternidad», definido como el grado en que una pareja de machos puede monopolizar los apareamientos fértiles. Cuanto mayor es la precisión de la sincronía reproductiva hembra —mayor es el número de hembras ovulantes que deben ser protegidas simultáneamente—, más difícil es para cualquier macho dominante lograr monopolizar un harén para sí mismo. Esto es simplemente porque, al atender a una hembra fértil, el macho inevitablemente deja a los demás en libertad de aparearse con sus rivales. El resultado es distribuir la paternidad más ampliamente entre la población masculina total, reduciendo el sesgo de paternidad (figuras a y b ).

### Ovulación oculta, sincronía y evolución

Figura c. Los machos abandonan a las hembras una vez que ha pasado la ovulación.

Figurad. Las hembras contrarrestan este problema ocultando la ovulación y extendiendo la receptividad.

Figura e. La menstruación ahora atrae la atención de los machos desproporcionada.

Figura f. Los miembros de la coalición responden a esta amenaza controlando el acceso de los machos a la hembra (inminentemente fértil).

Figura g. Para evitar que los hombres elijan y escojan entre ellos, los miembros de la coalición unen fuerzas y se «pintan con pigmentos rojo sangre».

Figura h. «Sexo equivocado, especie equivocada, momento equivocado».

La sincronía reproductiva nunca puede ser perfecta. Por otro lado, los modelos teóricos predicen que las especies que viven en grupo tenderán a sincronizarse donde sea que las hembras puedan beneficiarse al maximizar la cantidad de machos que ofrecen posibilidades de paternidad, minimizando el sesgo reproductivo. Los mismos modelos predicen que los primates hembras, incluidos los humanos en evolución, tenderán a sincronizarse donde sea que se puedan obtener beneficios de aptitud física al asegurar el acceso a múltiples machos. Por el contrario, las hembras que viven en grupo y que necesitan restringir la paternidad a un solo titular de harén dominante deben ayudarlo evitando la sincronía.
En el caso humano, según la FCC, las hembras en evolución con cargas de cuidado de niños cada vez más pesadas habrían funcionado mejor al «resistir» los intentos de tenencia del harén por parte de los machos dominantes localmente. Ninguna mujer humana necesita una pareja que la deje embarazada solo para desaparecer, abandonándola en favor de su próxima pareja sexual. Para cualquier grupo local de hembras, cuanto más se pueda resistir con éxito a esa intimidación,  mayor será la proporción de machos previamente excluidos que pueden ser incluidos en el sistema de cría y persuadidos a invertir mejor esfuerzo. Al evolucionar la ovulación oculta y la receptividad continua, las hembras obligan a los machos a tener períodos más largos de consorte si desean tener una buena probabilidad de lograr la impregnación (figuras c y d ).  La sincronía reproductiva, ya sea estacional, lunar o una combinación de ambas, es una estrategia clave para la nivelación reproductiva, reduciendo el sesgo de paternidad e involucrando a más hombres en la inversión en la descendencia. Una mayor sincronía reproductiva debido a la estacionalidad durante los ciclos glaciales puede haber diferenciado las estrategias reproductivas neandertales de las de los ancestros del Homo sapiens.

### Costos del aumento del tamaño del cerebro
En este modelo, el factor que impulsa las estrategias femeninas es el alto costo para las mujeres de las crías de cerebro cada vez más grande, lo que requiere una mayor inversión por parte de los hombres. A medida que las hembras del Homo heidelbergensis, el ancestro de los neandertales y los humanos modernos, se vieron sometidas a una creciente presión de selección para obtener un mayor tamaño cerebral en el último medio millón de años, necesitaron más energía para su apoyo. Esto significó una mayor productividad de los machos como cazadores. Sin embargo, en el mundo darwiniano de la competencia sexual de los primates, los machos pueden estar más interesados en encontrar nuevas hembras fértiles que en suplir las necesidades de las madres lactantes y sus hijos. Las mujeres, a diferencia de los chimpancés, no muestran su tiempo fértil. Pero las hembras no pueden disfrazar fácilmente la menstruación. Los períodos menstruales marcan muy claramente qué mujeres se están acercando a la fertilidad entre otras mujeres que están embarazadas y lactando. Por lo tanto, los machos dominantes podrían dirigirse a las hembras cicladas y descuidar a las más necesitadas de apoyo.

### Menstruación, sincronía y cosmética
Los defensores de la FCC argumentan que la menstruación se convirtió en un problema clave porque potencialmente crea conflictos entre las mujeres y entre los hombres. La menstruación tiene poco impacto social entre los chimpancés o bonobos, ya que las hinchazones visibles del celo son el foco de atención de los machos. Pero una vez que los signos externos de la ovulación fueron eliminados en el linaje humano, según la FCC, la menstruación se convirtió en la principal promesa externa de fertilidad. Potencialmente, los hombres dominantes podrían explotar dicha información, dirigiéndose repetidamente a las hembras recién cicladas a expensas de las madres embarazadas o lactantes (figura e). Aquellos que podrían perder la inversión masculina necesitaban tomar el control. Según la FCC, las mujeres de mayor edad y más experimentadas lo hicieron iniciando a las mujeres de reciente incorporación al ciclo en sus coaliciones de parentesco (figuras f y g). Los pigmentos de ocre rojo permitieron a las mujeres tomar control consciente de sus señales, resistiendo cualquier estrategia masculina dominante de escoger entre ellas por motivos biológicos. Se argumenta que debido a que la sincronía menstrual precisa y sostenida es difícil de lograr, pintar con pigmentos rojo sangre era lo mejor que había, permitiendo los beneficios de la sincronía artificial y construida ritualmente.

### Efecto sobre las estrategias masculinas
Para explorar un punto de vista estratégico masculino, los proponentes de la FCC hacen un modelo simple de estrategias alternativas. La mujer A usa cosméticos como parte de su coalición ritual cada vez que una de ellas menstrúa; La mujer B y todas sus vecinas no usan cosméticos. El hombre A está preparado para trabajar/invertir para obtener acceso; El hombre B intenta una estrategia de mujeriego, pasando a la siguiente hembra fértil en ciclo, descuidando a la pareja anterior una vez que está embarazada. Muy rápidamente, el hombre A terminará trabajando/haciendo el servicio de novio para la coalición de la mujer A, ya que no tiene competencia con el hombre B. Como resultado, el hombre A adquiere un estado físico regular. El hombre B se emparejará con la hembra B, pero es probable que la abandone si encuentra una nueva hembra en ciclo. Luego ella tiene poco apoyo durante el embarazo/lactancia. La pregunta será si el hombre B adquiere una buena condición física a través de una estrategia itinerante de recoger mujeres en ciclo y no cosméticas. Si el hombre A no puede competir con el hombre B en términos de dominio, es mejor que elija las hembras cosméticas. Debido a que la mujer B y sus vecinas no cosméticas reciben las atenciones, pero ninguna inversión confiable, del hombre B, ellas desalientan cualquier inversión de personas como el hombre A. Una vez que los costos de encefalización comienzan a reducirse y se necesitan estrategias cooperativas para apoyar a la descendencia, ¿Cuántas mujeres elegirán a los mujeriegos con preferencia a los inversores?  Es probable que esas mujeres no sean ancestros de homínidos de cerebro grande como nosotros o los neandertales.

### Dominio inverso, sacralidad y tabú

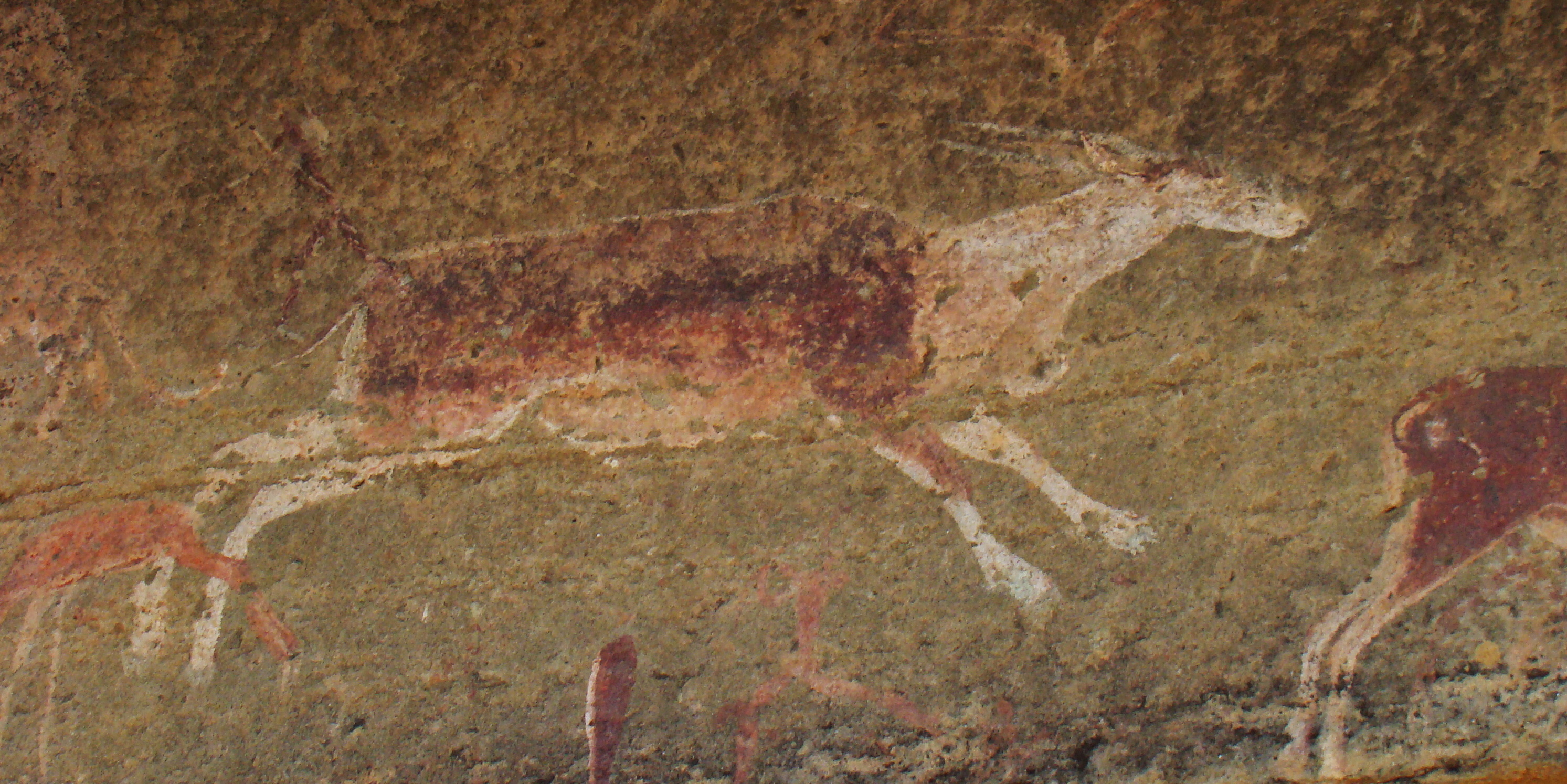
«Especie equivocada, sexo equivocado, momento equivocado». En el arte rupestre san, una «nueva doncella» es identificada durante su primera ceremonia de menstruación como un animal sagrado, el «Toro de Eland», de género ambivalente. Pintura rupestre de un eland, Drakensberg, Sudáfrica.

Las estrategias femeninas de contra-dominancia culminaron, según este cuerpo de teoría, en el eventual derrocamiento de la dominación al estilo de los primates y su reemplazo por la «dominación inversa» al estilo de los cazadores-recolectores. Los antropólogos evolucionistas definen la «dominación inversa» como una regla de jerarquía social invertida desde abajo por una comunidad ingobernable. Para mantener un orden social igualitario, los individuos se unen para resistirse a ser dominados por cualquiera.
El modelo de la FCC predice la forma específica de despliegue de dominio inverso que necesitan las coaliciones femeninas que se resisten a los hombres que quieren ser dominantes o mujeriegos. Las mujeres necesitaban señalar el «No» construyéndose a sí mismas como inviolables usando cosméticos rojos. Para afirmar el poder ritual, necesitaban ir periódicamente a una huelga sexual. Para defenderse físicamente del acoso de los hombres que no eran parientes, las mujeres desafiantes debían recurrir al apoyo de sus parientes y hermanos varones como miembros de sus coaliciones de dominio inverso. Para revertir las señales de disponibilidad sexual, era lógico cantar y bailar un mensaje inequívoco: «¡Especie equivocada, sexo equivocado, momento equivocado!». Sobre esta base, la teoría de la FCC nos lleva a esperar que las entidades espirituales «divinas» o «totémicas» representadas en el arte rupestre temprano sean teriantrópicas («especie equivocada»), ambivalentes en cuanto al género («sexo equivocado») y de color rojo sangre («momento equivocado») (figura h).
Esto pone a la FCC en línea con Ḗmile Durkheim, quien argumentó que los primeros seres divinos eran representaciones de la sociedad generadas ritualmente. La «sociedad» de Durkheim, según la FCC, fue en primera instancia la autoridad de abajo hacia arriba de la Coalición de Cosmética Femenina.

### Interpretación del registro ocre
El uso del ocre es particularmente intensivo: no es raro encontrar una capa del suelo de la cueva impregnada de un rojo púrpura hasta una profundidad de ocho pulgadas. El tamaño de estos depósitos ocres plantea un problema todavía no resuelto. La coloración es tan intensa que prácticamente todo el suelo suelto parece estar compuesto de ocre. Se puede imaginar que los auriñacianos regularmente se pintaban el cuerpo de rojo, teñían sus pieles de animales, recubrían sus armas y salpicaban el suelo de sus viviendas, y que una pasta de ocre se utilizaba con fines decorativos en todas las fases de su vida doméstica. No debemos suponer menos, si queremos dar cuenta de las verdaderas minas de ocre en las que vivían algunos de ellos...
Leroi-Gourhan, A. 1968. The Art of Prehistoric Man in Western Europe. Londres: Thames & Hudson, p. 40.

En un tiempo se pensó que el arte y la cultura simbólica surgieron por primera vez en Europa hace unos 40.000 años, durante la transición del Paleolítico Medio a Superior - a menudo denominada «explosión simbólica» o «revolución del Paleolítico Superior». Algunos arqueólogos todavía se adhieren a este punto de vista. Otros aceptan ahora que la cultura simbólica surgió probablemente en el África subsahariana en una fecha mucho más temprana, durante el periodo conocido como la Edad de Piedra Media. Las pruebas consisten en tradiciones de ocre molido con una fuerte selección del color rojo, ejemplos de los llamados «crayones» ocres que parecen haber sido utilizados para fines de diseño, probablemente en el cuerpo, y grabados geométricos en bloques de ocre. Todo esto aparentemente formaba parte de una especie de industria cosmética de entre 100.000 y 200.000 años de antigüedad. Además, desde hace unos 100.000 años, hemos perforado conchas que parecen mostrar signos de desgaste, lo que sugiere que fueron ensartadas para hacer collares. Si se ha interpretado correctamente la tradición ocre, constituye una prueba del primer «arte» del mundo -un aspecto de la «cultura simbólica»-, en forma de ornamentación personal y de pintura corporal. Un punto de vista alternativo es que los sistemas decorativos de únicamente de pigmento son meramente una muestra individualista, no necesariamente indicativa de un ritual, mientras que las tradiciones de cuentas dan testimonio del lenguaje, las relaciones institucionalizadas y la cultura ritual y simbólica a gran escala.

### Implicaciones para los orígenes del lenguaje
Los defensores de este modelo afirman que ayuda a explicar cuándo y cómo surgió el lenguaje en nuestra especie. Entre los primates no humanos «maquiavélicos», competitivos, el sexo es una fuente importante de conflicto, sospecha mutua y desconfianza, como resultado de lo cual los miembros del grupo intentan minimizar el coste del engaño respondiendo únicamente a señales corporales que son intrínsecamente «difíciles de falsificar». Esta presión social de los receptores impide que el lenguaje empiece a emerger. Los teóricos de la FCC argumentan que para que señales tan simples e intrínsecamente poco fiables como las palabras se aceptaran socialmente, se requerían niveles sin precedentes de confianza en el grupo. Un efecto de la estrategia de la Coalición cosmética femenina, afirman sus partidarios, fue minimizar el conflicto sexual interno dentro de cada grupo de género, dando lugar a una atmósfera social de confianza como la que se encuentra entre los cazadores-recolectores igualitarios humanos existentes. Estos nuevos niveles de confianza pública, según los partidarios del modelo, permitieron que las capacidades lingüísticas latentes de nuestra especie florecieran donde antes habían sido suprimidas.

Demasiadas teorías candidatas son demasiado vagas, o hacen predicciones que caen fuera de la evidencia disponible. Por el contrario, un buen ejemplo en este sentido es el Modelo de Coalición cosmética femenina, que proporciona predicciones específicas comprobables.
Johansson, S. 2014. How can a social theory of language evolution be grounded in evidence? In D. Dor, C. Knight and J. Lewis (eds), The Social Origins of Language. Oxford: Oxford University Press, pp. 64-56.

## Predicciones comprobables del modelo
Sus partidarios afirman que la FCC es la única teoría darwiniana que explica por qué hay tanto ocre rojo en el registro arqueológico temprano de los humanos modernos y por qué los humanos modernos se asocian con el ocre rojo donde quiera que fuera cuando emergieron de África. Se afirma que, más que cualquier otro modelo teórico de los orígenes humanos modernos, FCC ofrece predicciones detalladas y específicas comprobables a la luz de los datos de una amplia variedad de disciplinas.

### Arqueología
- Se debe encontrar evidencia más temprana de comportamiento simbólico en una industria cosmética centrada en pigmentos rojos como la sangre.

### Paleontología
- La ventana de tiempo debe coincidir con la evidencia fósil de las tasas de encefalización. Sobre esta base, el inicio más temprano de la estrategia tampoco debe ser anterior a la fecha c. 600,000 AP ni fecha posterior c. 150,000 AP, momento en el cual los niveles modernos de capacidad craneal habían evolucionado.

### El parentesco y la inversión masculina
- Se espera la residencia matrilocal con servicio de novia como la situación inicial, (valor pagado a los padres de una novia por el derecho a casarse con su hija,es el trabajo propio del novio).

### Etnografía del simbolismo mágico-religioso
- El contradominio debería generar contrarrealidad colectiva. Por lo tanto, se espera que los primeros dioses se representen como Equivocado + Rojo (especie/sexo/tiempo equivocado).
- Se espera que las prohibiciones de los cazadores sobre el sexo y la menstruación operen dentro de una cosmología lunar/menstrual.

## Resultados
Los defensores de la FCC argumentan que estas y otras predicciones deberían ser fáciles, en principio, de falsificar. La teoría está siendo debatida en la actualidad, habiendo recibido una importante cobertura mediática. A pesar de ello, no todos los académicos están de acuerdo y el modelo sigue siendo controvertido.